# Clutorius Priscus
Clutorius Priscus (gestorben 21 in Rom) war ein römischer Ritter und Dichter.
Clutorius Priscus – oder Γάιος Λουτώριος Πρίσκος Gaios Lutorius Priskos in der von Cassius Dio überlieferten Namensform – verfasste nach dem Tod des Germanicus, des von Augustus bestimmten Nachfolgers des Tiberius und von diesem adoptiert, ein Gedicht auf den im Jahr 19 Verstorbenen. Von Tiberius erhielt er für dieses allgemein angesehene Werk ein beträchtliches Geldgeschenk. Im Jahr 21 erkrankte Drusus der Jüngere, seit diesem Jahr designierter Nachfolger des Tiberius, erholte sich aber wieder. Clutorius wurde durch einen delator – einen berufsmäßigen Denunzianten – vor dem Senat angeklagt, auch auf dessen Tod bereits ein entsprechendes Gedicht geschrieben zu haben. Im Haus des Publius Petronius soll er im Beisein von Vitellia, der Schwiegermutter des Petronius, und weiterer Frauen aus dem Gedicht vorgetragen haben. Zudem soll er die Erwartung geäußert haben, das Gedicht würde ihm im Fall des Todes von Drusus eine noch größere Zuwendung als das Germanicus-Gedicht einbringen. Die verhörten Zeuginnen sagten aus Angst entsprechend aus. Nur Vitellia beharrte unter Eid darauf, kein Wort gehört zu haben. 
Doch war der Senat gewillt, den anderen Frauen zu glauben. In Abwesenheit des Kaisers forderte Decimus Haterius Agrippa, für das Jahr 22 zusammen mit Gaius Sulpicius Galba zum Konsul gewählt, die äußerste, das heißt die Todesstrafe für Clutorius. Demgegenüber wandte der angesehene Konsular Manius Aemilius Lepidus, Konsul des Jahres 11 und Enkel des Triumvirn Marcus Aemilius Lepidus, ein, das Vergehen wäre für eine derartige Strafe so gravierend nicht gewesen und hätte den Staat nicht bedroht. Man solle Clutorius aus Rom verbannen, sein Vermögen einziehen und „von Wasser und Feuer fernhalten“, ihn also wie einen Geächteten behandeln, gerade so, als hätte er sich eines Verbrechens gegen die maiestas – die Hoheit des Staates oder Erhabenheit des Kaisers – schuldig gemacht.
Unterstützung fand Lepidus nur durch den Suffektkonsul des Jahres 18, Gaius Rubellius Blandus. Die übrigen Senatoren stimmten mit Agrippa. Clutorius wurde in den carcer geführt und dort unmittelbar durch Erdrosseln hingerichtet. Als Tiberius nach seiner Rückkehr von dem Verfahren und seinem Ausgang erfuhr, war er verärgert, nicht so sehr wegen der Hinrichtung als solcher – obwohl er das Vergehen als Kleinigkeit ansah –, sondern weil sie ohne seine Zustimmung umgesetzt wurde. Er lobte den Lepidus für seine Sicht, ohne allerdings Agrippa zu beschuldigen. In der Folge beschloss der Senat, Todesurteile zehn Tage am Aerarium aushängen zu lassen, bevor sie vollstreckt werden konnten.
Welchen Vergehens Clutorius – möglicherweise identisch mit einem der beiden von Ovid genannten Dichter namens Priscus – letztlich angeklagt wurde, ist unklar. Ein zuvor reguliertes Majestätsverbrechen scheint es nicht gewesen zu sein, so dass der Senat möglicherweise spontan ein solches daraus konstruierte. Dem setzte Tiberius eine Neuregulierung entgegen, die dem Kaiser die Entscheidungsgewalt über Gnade oder Todesstrafe, über clementia („Milde“) oder severitas („Strenge“) übertrug.